# Chaetura brachyura
Chaetura brachyura là một loài chim trong họ Apodidae.